# Stretto di Voejkov
Lo stretto di Voejkov (in russo пролив Воейкова) è un braccio di mare nell'oceano Pacifico settentrionale che separa l'isola di Jurij da Zelënyj, nella piccola catena delle isole Curili (Малая Курильская гряда). Si trova nel Južno-Kuril'skij rajon dell'oblast' di Sachalin, in Russia. 
Lo stretto porta il nome del meteorologo e geografo russo Aleksandr Ivanovič Voejkov (Александр Иванович Воейков, 1842-1916).
Lo stretto di Voejkov collega lo stretto Južno-Kuril’skij con l'oceano Pacifico, è largo circa 2 km. La profondità è tra i 14 e i 50 m.  A sud-est dello stretto si trovano le isole Dëmina.